# 公設秘書
公設秘書（こうせつひしょ）は、個人給与を国費で負担する国会議員の秘書。政策担当秘書、公設第一秘書、公設第二秘書の3人を置くことが国会法で認められている。身分は特別職国家公務員。

## 各公設秘書について

### 政策担当秘書
- 国会法第132条第2項「主として議員の政策立案及び立法活動を補佐する秘書一人を付することができる」を根拠として、1議員当たり1人置くことができる（置かなくてもよいが、その場合、国から給与相当額の歳費加算は受けられない）。
- 資格試験合格者または、選考採用審査認定者のみ採用できる。

### 公設第一・第二秘書
- 国会法第132条「各議員に、その職務の遂行を補佐する秘書二人を付する」を根拠として、1議員当たり2人置かれている。
- 特別な資格は不要である。

## 身分関係
公設秘書の任免は各国会議員の判断で行うが、給与は議員の所属する院から支払われる。また、公設秘書は、その所属する議員の指揮命令の下に勤務し、議員の所属する院の指揮命令には服さない。公設秘書の通行記章は、その所属する議員ではなく、議員の所属する院から発行される。また、公設秘書の健康保険については、事業主は議員の所属する院となっている。このように、法的に曖昧な地位に置かれているのが公設秘書の現状である。

## 職務
公設秘書の職務は、国会議員の職務の補佐である（公設秘書の給与が国庫から支出される以上、公設秘書も専ら国家のための仕事に従事すべきは当然であるとされる）。ここでいう議員の職務とは、国会議員がその地位にあることに由来して発生する職務であり、典型的には議院における諸々の活動である。党務や政治活動は、本来は国会議員としての職務ではないが、実際には、公設秘書がこれらの業務の補佐まで行っていることが多い。

## 秘書給与詐取事件と秘書給与献金問題
過去に勤務実態のない「公設秘書」をあたかも勤務実態があるように衆議院に偽の書類を提出し、その上衆議院又は参議院から支給される「秘書給与」をだまし取って事務所経営等にあてた秘書給与詐取事件が発生している。
秘書給与詐取事件に関連して問題となるのが、議員が公設秘書に献金を強制する事例である。確かに政治資金規正法上は、年間5万円以上の寄付は報告書に寄付した者の氏名を記載する、1個人が1つの政治団体に年間150万円までなら寄付できるなどの条件をクリアできれば違法ではない。しかし、2004年5月19日以降は国会議員秘書給与法第21条の3において「何人も、議員秘書に対して、当該国会議員がその役職員又は構成員である政党その他の政治団体又はその支部（当該国会議員に係る後援団体を含む）に対する寄附を勧誘し、又は要求してはならない。」と規定されており、公設秘書に対する政治団体への寄附の強制や勧誘は違法である。また、公設秘書の任免という議員の職務に関して公設秘書から献金が行われた場合には、贈収賄が成立するとの指摘もある。
こうした秘書給与詐取事件を受け、公設秘書に関する情報の透明性を高めるため、2004年に与野党は、公設秘書の雇用情報（秘書の氏名、採用日、勤務地など）に関する文書の提出の義務化を国会で申し合わせた。しかし、2024年1月29日付の毎日新聞の報道によると、国会議員の公設秘書のうち552人について、雇用情報が公表されていなかったことが判明しており、ルール違反が横行していることが浮き彫りとなっている。

### 一覧
公設秘書給与を詐取したとして立件された例は以下の通り。特に辻元清美秘書給与流用事件は社民党党首秘書の起訴にまで発展し、注目を集めた。
| 国会議員   | 詐取額     | 名義人                              | 余罪                                                        | 判決                                                  |
| ---------- | ---------- | ----------------------------------- | ----------------------------------------------------------- | ----------------------------------------------------- |
| 中島洋次郎 | 約1030万円 | 会社役員                            | 受託収賄罪 公職選挙法違反 政党助成法違反 政治資金規正法違反 | 二審懲役2年6ヶ月追徴金1000万円 上告中に死亡し公訴棄却 |
| 山本譲司   | 約2300万円 | 元女性秘書                          | 政治資金規正法違反                                          | 懲役1年6ヶ月                                          |
| 辻元清美   | 約1900万円 | 元衆院議員公設秘書 参院議員私設秘書 |                                                             | 懲役2年執行猶予5年                                    |
| 坂井隆憲   | 約2400万円 | 公認会計士                          | 政治資金規正法違反                                          | 懲役2年8ヶ月                                          |
| 佐藤観樹   | 約1700万円 | 尾西市議会議長の妻                  |                                                             | 懲役1年4ヶ月                                          |
| 広瀬めぐみ | 約358万円  | 公設第1秘書の妻                     |                                                             | 懲役2年6ヶ月執行猶予5年                               |

## 公設秘書の兼職を巡る批判
上記の秘書給与搾取事件を受けた2004年の国会議員秘書給与法の改正によって、公設秘書の兼職は原則禁止された。しかし、同時に国会議員が「職務に支障がない」と許可すれば兼職できるとの例外規定も設けられた。民主党政権下の2010年1月には、衆議院予算委員会で公明党の富田茂之衆議院議員が、民主党所属衆議院議員の4分の1にあたる78人が公設秘書の兼職を認めていると指摘。富田が衆議院事務局に問い合わせたところ民主党以外でも、自民党の11人、みんなの党の2人などが兼職を認めており、鳩山由紀夫首相は「原則禁止という部分がやや骨抜きにされている。国会で議論してほしい」と答弁した。
2017年8月には元政策秘書への暴言などで自民党を離党した豊田真由子衆議院議員が、後任の政策秘書として現職の青森県板柳町議会議員を採用していたことが報じられた。町議が政策秘書としても報酬を得ることが批判を受け、秘書を辞職するに至った。
2023年9月には日本維新の会の池下卓衆議院議員が高槻市議の男性2人を公設秘書に採用したにもかかわらず、国会議員秘書給与法で義務付けられた「兼職届」を提出していないことが報じられた。池下の事務所は「書類の提出を忘れていた」と釈明したが、「国会議員要覧」を発行する民間出版社に対しては、兼職状態が解消されるまで公設秘書名を空欄のままで提出しており、識者からは「隠していたとの疑念を持たれても仕方がない」（岩井奉信日本大学名誉教授）との指摘も受けた。同月21日には自民党の逢沢一郎・松本尚両衆議院議員、立憲民主党の福田昭夫衆議院議員も公設秘書に地方議員を採用していたことが報じられた。3人とも兼職届は提出していたが、秘書の採用時期や勤務地などの情報を示す「現況届」の提出をいずれも怠っていた。いずれの秘書も同月末までに辞職し、兼職状態は解消された。また、この時点での毎日新聞の調査では、公設秘書の兼職を認める国会議員は全体の29%となる205人おり、政党別では、自民党103人、立憲民主党43人、維新25人などであった。10月20日、与野党は衆院議院運営委員会理事会で、国会議員の公設秘書と地方議員の兼職を禁止するとの申し合わせに合意した。

## 在職中の事件によって起訴された公設秘書
配川博之（安倍晋三元首相の第1公設秘書）
「桜を見る会」前夜祭を巡る収支を、自身が会長を務める政治団体「安倍晋三後援会」が政治資金収支報告書に記載していなかったとして、2020年12月24日、政治資金規正法違反（不記載罪）で略式起訴された。安倍は嫌疑不十分で不起訴になった。

立道浩（河井案里被告の公設第2秘書）
河井案里被告の陣営の車上運動員に法定上限を超える報酬を支払ったとして、公職選挙法違反（買収）罪に問われ、起訴された。2020年11月28日までに、最高裁は上告を棄却する決定をし、懲役1年6月、起訴猶予5年とした一、二審判決が確定した。

上倉崇敬（二之湯智参議院議員の公設秘書）
京都市左京区の不動産会社社長宅から現金1億円を奪ったとして、強盗致傷や住居侵入などの罪に問われ、2021年3月5日、京都地裁は懲役13年の判決を言い渡した。

勝場啓二（鳩山由紀夫元首相の公設第1秘書）
鳩山由紀夫首相（当時）の資金管理団体「友愛政経懇話会」をめぐる偽装献金問題で、総額約4億100万円を虚偽記載した政治資金規正法違反罪に問われ、2009年12月24日、在宅起訴された。首相本人は不起訴となった。2010年4月22日、東京地裁は禁固2年、執行猶予3年の判決を言い渡した。

大久保隆規（小沢一郎衆議院議員の公設第1秘書）
西松建設事件及び陸山会事件に絡む政治資金規正法違反で起訴された。2つの事件で禁錮3年執行猶予5年が言い渡されて確定した。

## その他
- 斡旋利得罪は施行された2001年2月28日以降の国会議員公設秘書が対象となっている。
- 2004年5月19日以降、「65歳以上の者」及び「当該国会議員の配偶者」が公設秘書になることが禁止された。
- 民主党では秘書制度改革が行われた2004年より、内規で3親等以内の親族を公設秘書とすることを認めない方針を取っていた。しかし、2009年に第45回衆議院議員総選挙で民主党の新人議員が急増したために公設秘書が足りない事態になり「1親等以内は禁止」に内規を緩和した[17]。
- 公設秘書を雇う議員側は、秘書名、採用日、勤務地などを国会に届け出ることが義務付けられている。しかし2024年1月、公設秘書552人についての雇用情報が公表されていないことが毎日新聞の調査で明らかになった[18]。